# Morskie Centrum Nauki im. prof. Jerzego Stelmacha w Szczecinie

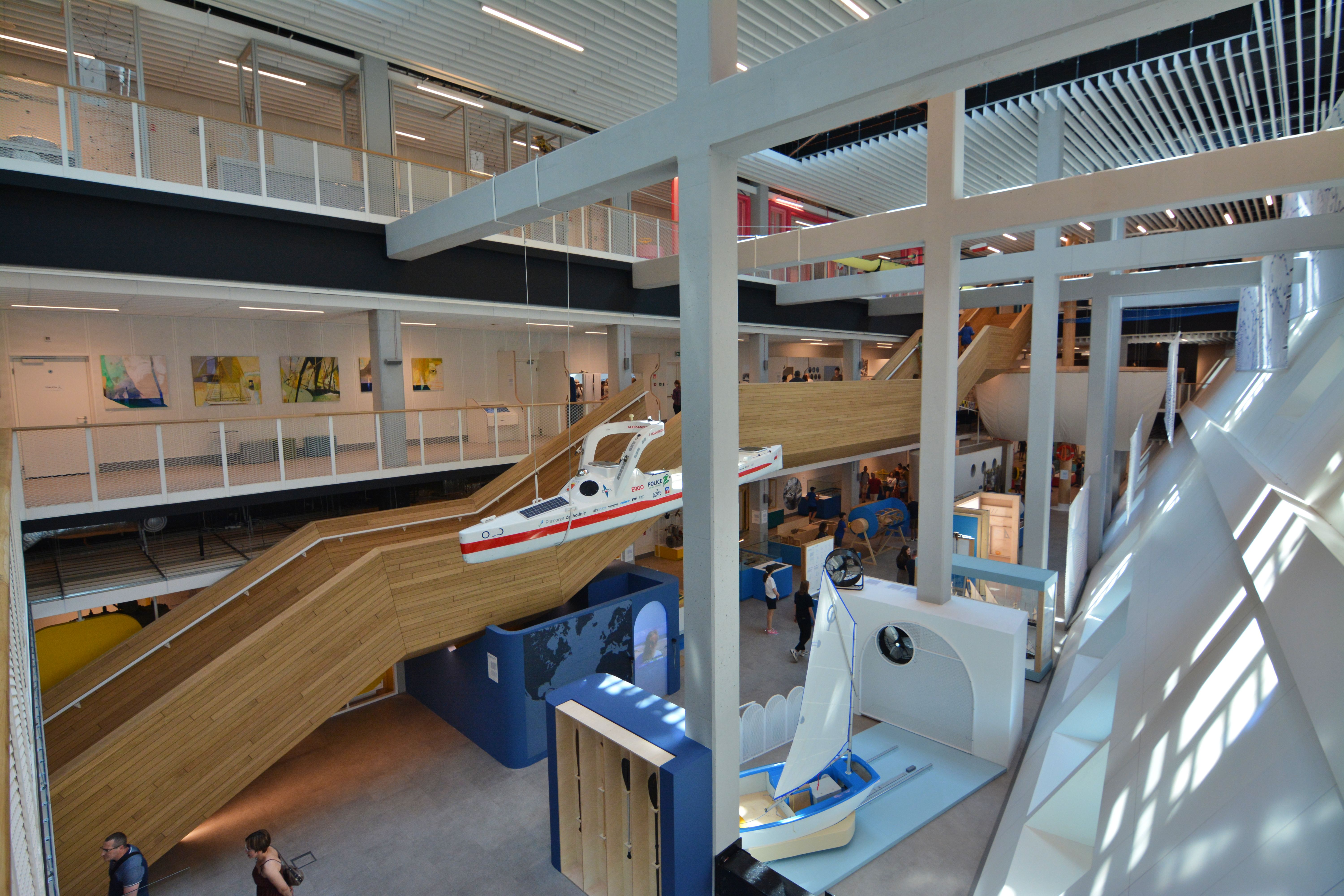
Fragment wnętrza

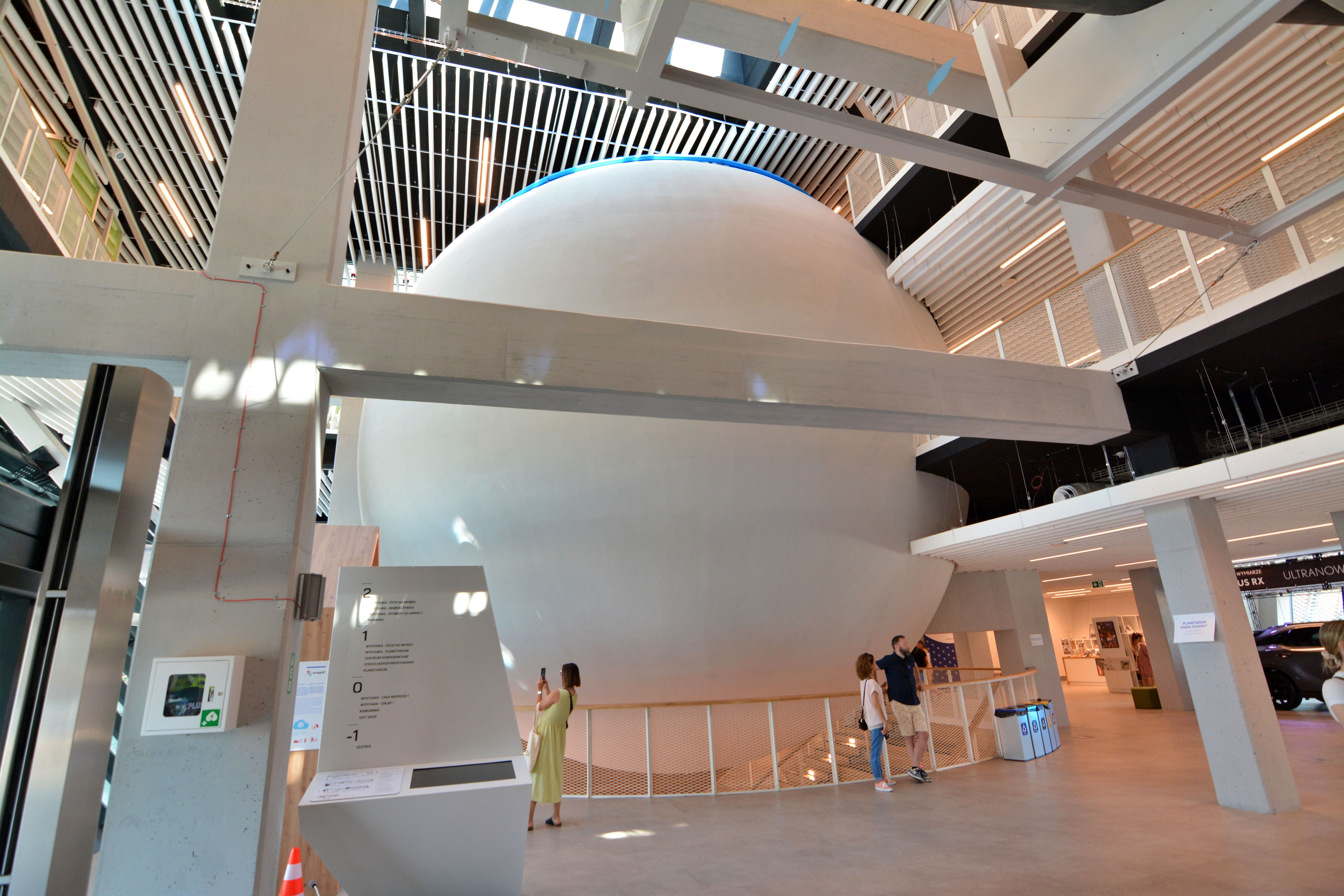
Betonowa kula mieszcząca planetarium

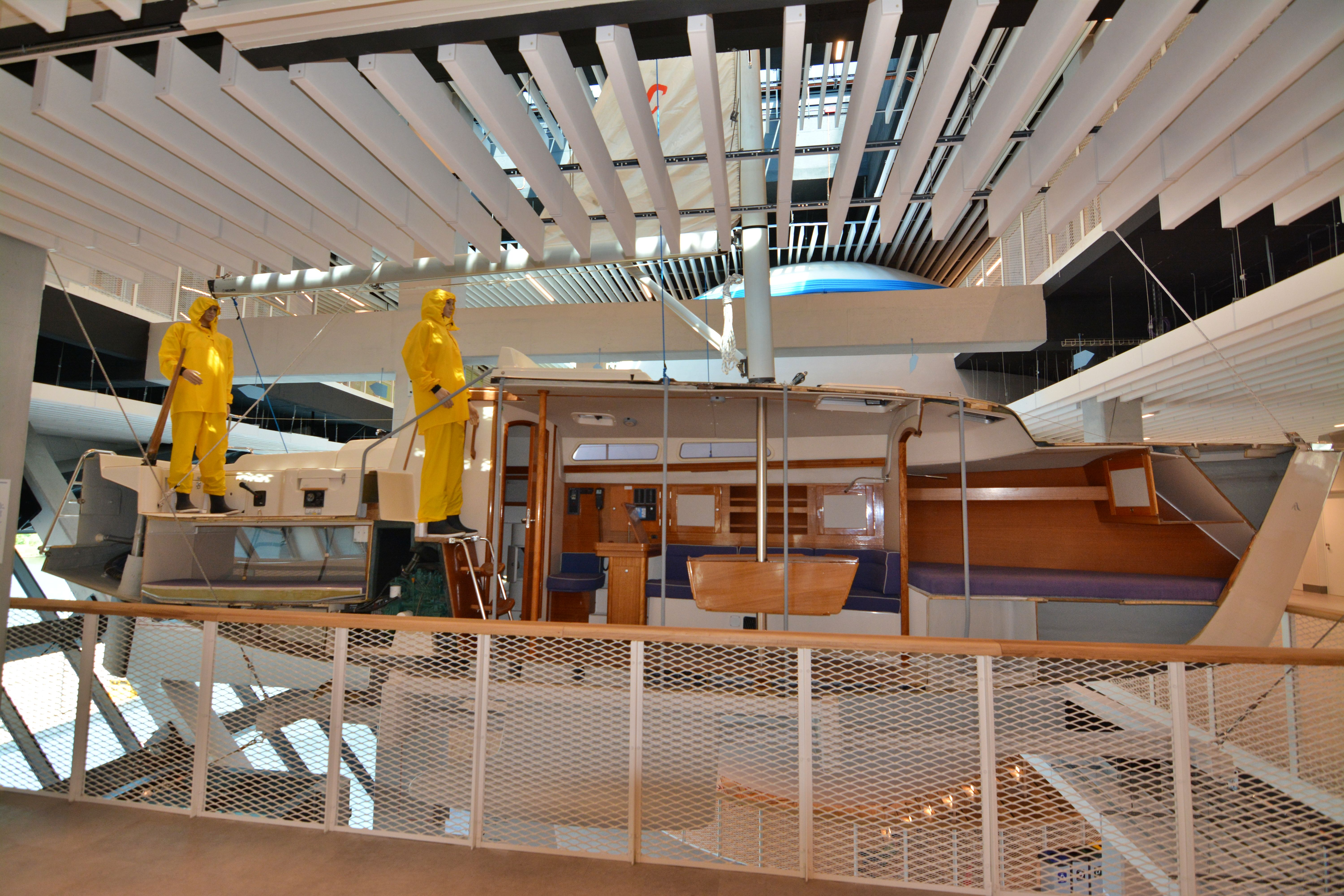
Jacht w przekroju

Morskie Centrum Nauki w Szczecinie im. prof. Jerzego Stelmacha (skrót: MCN) – centrum nauki znajdujące się przy ul. Nad Duńczycą 1 w Szczecinie, którego celem jest edukacja. Misją Centrum Nauki w Szczecinie jest wspieranie odkrywania świata z wykorzystaniem naukowych narzędzi, pobudzanie do aktywnego działania oraz budowanie tożsamości i marki regionu w oparciu o jego związki z morzem. 

## Charakterystyka instytucji
Obiekt powstały na Łasztowni w Szczecinie to multimedialna placówka naukowo-edukacyjna, której głównym założeniem jest prezentowanie eksperymentów fizycznych związanych z wodą. Centrum posiada wystawę stałą, zawierającą interaktywne elementy nauki i techniki. 212 urządzeń interaktywnych nawiązujących tematycznie do życia na morzu, ma na celu przedstawienie eksperymentów naukowych z zakresu m.in. fizyki, matematyki, astronomii, geografii, medycyny, techniki, socjologii, historii, czy sztuki. W Centrum prezentowane są różnorodne zjawiska związane z życiem na morzu, żeglugą, rybołówstwem, czy funkcjonowaniem portu. Szczególną i wyjątkową atrakcją jest planetarium mogące pomieścić 43-osobową widownię oraz pracownie, w których są prowadzone warsztaty z modelarstwa oraz szkutnictwa.
Obiekt o wysokości 14 metrów i długości 122 metrów nawiązuje swoim wyglądem do kształtu kadłuba statku. W budynku na powierzchni 3,1 tys. m² znajdują się obiekty ekspozycyjne rozmieszczone na trzech poziomach wystawienniczych oraz sala konferencyjna, dwie sale edukacyjne i planetarium. Na dachu znajduje się taras widokowy połączony z restauracją.
Morskie Centrum Nauki im. prof. Jerzego Stelmacha w Szczecinie jest Instytucją Kultury Województwa Zachodniopomorskiego utworzoną Uchwałą Nr XXVI/397/17 Sejmiku Województwa Zachodniopomorskiego z dnia 12 września 2017 r. MCN zostało wpisane do Rejestru Instytucji Kultury Województwa Zachodniopomorskiego pod nr 7/17/WZ.

## Rada Programowa
Kadencja 2018–2022:
- dr hab. inż. st. of. Paweł Zalewski, prof. Akademii Morskiej w Szczecinie, Przewodniczący Rady Programowej Morskiego Centrum Nauki
- Prof. dr hab. Mariusz P. Dąbrowski, fizyk teoretyk, specjalista w zakresie kosmologii, teorii cząsteczek elementarnych i fizyki jądrowej, pracuje w Instytucie Fizyki Uniwersytetu Szczecińskiego oraz Narodowym Centrum Badań Jądrowych, Zastępca Przewodniczącego Rady Programowej MCN;
- Dr Halina Stelmach, żona prof. Jerzego Stelmacha, patrona MCN;
- Lech Karwowski, historyk i krytyk sztuki, Dyrektor Muzeum Narodowego w Szczecinie;
- Piotr Kossobudzki, współtwórca Centrum Nauki Kopernik w Warszawie, konsultant ds. komunikacji naukowej;
- Prof. Piotr Masojć, agronom, związany z Akademią Rolniczą (AR) w Szczecinie i od 2009 roku z Zachodniopomorskim Uniwersytetem Technologicznym (ZUT) w Szczecinie;
- dr hab. Radosław Skrycki, prof. US, zastępca dyrektora Instytutu Historii i Stosunków Międzynarodowych Uniwersytetu Szczecińskiego (IHiSM), przewodniczący Zespołu Historii Kartografii przy Instytucie Nauki PAN, redaktor naczelny „Przeglądu Zachodniopomorskiego”[7].

## Uniwersytet Dziecięcy im. prof. Jerzego Stelmacha Dziecięca Szkoła Jungów
Morskie Centrum Nauki wraz z Zachodniopomorskim Okręgowym Związkiem Żeglarskim utworzyły Dziecięcy Uniwersytet im. prof. Jerzego Stelmacha – Szczecińską Szkołę Jungów. Celem projektu jest rozwijanie i poszerzanie wiedzy oraz pobudzanie pasji i zainteresowań dzieci w obszarze nauk o morzu, żeglarstwie oraz naukach ścisłych. Szkoła przeznaczona jest dla dzieci w wieku 9–12 lat.